# Truxton (Nueva York)
Truxton es un pueblo ubicado en el condado de Cortland en el estado estadounidense de Nueva York. En el año 2000 tenía una población de 1.225 habitantes y una densidad poblacional de 10.6 personas por km².

## Geografía
Truxton se encuentra ubicado en las coordenadas 42°42′33″N 76°1′25″O / 42.70917, -76.02361.

## Demografía
Según la Oficina del Censo en 2000 los ingresos medios por hogar en la localidad eran de $39,115, y los ingresos medios por familia eran $41,000. Los hombres tenían unos ingresos medios de $29,306 frente a los $21,384 para las mujeres. La renta per cápita para la localidad era de $16,516. Alrededor del 11.6% de la población estaban por debajo del umbral de pobreza.